# Denezières
Denezières és un municipi francès situat al departament del Jura i a la regió de Borgonya - Franc Comtat. L'any 2007 tenia 78 habitants.

## Demografia

### Població
El 2007 la població de fet de Denezières era de 78 persones. Hi havia 33 famílies de les quals 12 eren unipersonals (8 homes vivint sols i 4 dones vivint soles), 13 parelles sense fills i 8 parelles amb fills.
La població ha evolucionat segons el següent gràfic:
Habitants censats

### Habitatges
El 2007 hi havia 59 habitatges, 34 eren l'habitatge principal de la família, 22 eren segones residències i 4 estaven desocupats. 52 eren cases i 7 eren apartaments. Dels 34 habitatges principals, 29 estaven ocupats pels seus propietaris, 2 estaven llogats i ocupats pels llogaters i 2 estaven cedits a títol gratuït; 1 tenia dues cambres, 7 en tenien tres, 6 en tenien quatre i 19 en tenien cinc o més. 21 habitatges disposaven pel capbaix d'una plaça de pàrquing. A 14 habitatges hi havia un automòbil i a 14 n'hi havia dos o més.

### Piràmide de població
La piràmide de població per edats i sexe el 2009 era:
| Homes | Edats   | Dones |
| ----- | ------- | ----- |
| 0     | 95 o +  | 0     |
| 0     | 90 a 94 | 0     |
| 0     | 85 a 89 | 0     |
| 0     | 80 a 84 | 4     |
| 4     | 75 a 79 | 4     |
| 0     | 70 a 74 | 0     |
| 0     | 65 a 69 | 4     |
| 0     | 60 a 64 | 0     |
| 0     | 55 a 59 | 0     |
| 8     | 50 a 54 | 12    |
| 12    | 45 a 49 | 4     |
| 0     | 40 a 44 | 0     |
| 0     | 35 a 39 | 0     |
| 4     | 30 a 34 | 0     |
| 0     | 25 a 29 | 4     |
| 8     | 20 a 24 | 0     |
| 4     | 15 a 19 | 4     |
| 0     | 10 a 14 | 0     |
| 0     | 5 a 9   | 8     |
| 0     | 0 a 4   | 4     |

## Economia
El 2007 la població en edat de treballar era de 58 persones, 37 eren actives i 21 eren inactives. De les 37 persones actives 33 estaven ocupades (19 homes i 14 dones) i 4 estaven aturades (1 home i 3 dones). De les 21 persones inactives 14 estaven jubilades, 5 estaven estudiant i 2 estaven classificades com a «altres inactius».
Activitats econòmiques
Dels 3 establiments que hi havia el 2007, 1 era d'una empresa de construcció i 2 d'empreses de comerç i reparació d'automòbils.
L'únic servei als particulars que hi havia el 2009 era un electricista.
L'any 2000 a Denezières hi havia 7 explotacions agrícoles.

## Poblacions més properes
El següent diagrama mostra les poblacions més properes.